# 古體拉丁語
古體拉丁語，亦謂早期拉丁語或古拉丁語，指公元前75年以前的拉丁語，即古典拉丁語時代之前的拉丁語。 (在新拉丁語和現代拉丁語中，這門語言稱作prisca Latinitas ["古體拉丁語"]而非vetus Latina ["舊拉丁語"]，而“舊拉丁語聖書”（Vetus Latina）通常指的是一系列聖經文本，以晚期拉丁語書寫。）
它最終來自於原始義大利語。原始義大利語不是當今義大利語的原始形態（今天的義大利語直接來自於古體拉丁語的後代，通俗拉丁語）。此處原始義大利語指的是義大利語族語言，比如威尼托語、拉丁語、奧斯坎語的最早共同祖先，
最遲自18世紀，“舊（old）”、“早期（early）”與“古體（archaic）”的用法已在言及古拉丁語的出版物中形成標準。此定義竝非武斷，此類術語指的是這樣的作品：使用的拼寫規範和單詞形式，一般無法在羅馬帝國時期的作品中找到。
最早爲人所知的拉丁語樣本是普罗内斯太金飾針。一項2011年的新研究宣稱它是真實的，“任何有理據的懷疑都無法推翻”。可追溯到西元前7世紀上半葉的東方化時期。

## 文獻學

### 古時語言
古體拉丁語的概念 (Prisca Latinitas) 與古典拉丁語的概念一樣古老，都可最早追溯至羅馬共和國晚期。西塞羅在他的時代，和別人一樣，注意到了他日常使用的語言，大概是城市上流階級的拉丁語， 保留了一些世代相傳的古詞彙和短語, 他稱之作verborum vetustas prisca， 譯作“詞彙/語言的古代時期”。
在古典時期, Prisca Latinitas, Prisca Latina和其他使用此形容詞的習語總是指一種先前語言的殘餘，但羅馬的文獻學家高估了這種語言的古老程度。他們提到的Viri prisci, "古人",是羅馬建立之前拉丁地區的人。也就是說，這些學者可能將羅馬王政時代，或者早期共和國時代的語言，當成了羅馬建城時的語言。

### 聖依西多祿的“四種拉丁”劃分
在後期拉丁語時期，通俗拉丁語大盛，而古典拉丁語已不再時興。講拉丁語和希臘語的語法學家面對著多個階段或風格的語言。聖依西多祿提出了一個在他那個時代，或之前就已經存在的分類方案：“四種拉丁”（此外，有些人說有四種拉丁語，"Latinas autem linguas quattuor esse quidam dixerunt")。 他們是Prisca，在羅馬建城前講的，那時雅努斯和撒頓努斯統治了拉提姆, 一直到他創作《Carmen Saliare》的日期；Latina，從拉提努斯國王時期開始，在這一時期，他頒布了十二銅表法；Romana, 基本上等同於古典拉丁語; 還有Mixta, "混合了"古典和通俗拉丁語，以後期拉丁語爲今人所知。在聖依西多祿之後的幾千年裏，這個方案一直沒有什麼變化。
注意：聖依西多祿的劃分和他對歷史的描述竝不準確。

### 古拉丁語
1874年，約翰·沃茲沃斯（John Wordsworth）論斷如下: “早期的拉丁語讓我瞭解整個共和國時期的拉丁語，它的音調和外在形式，都與帝國時期的拉丁語區別驚人。"
儘管這些差異顯著，而且容易被讀者識別，但它們並不會造成語言障礙。 至少，帝國時代，講拉丁語的人沒有提及理解古拉丁語是否有困難，除了一小撮文本——一定是從王政時代流傳下來的，主要是歌曲。因此，早期共和國時代的十二銅表法可被人們理解，但大概寫於努馬·龐皮里烏斯時期的《Carmen Saliare》，還不完全清楚，而且至今如此。
共和國中期，有一位羅馬文人，他對古體拉丁語提出的觀點，至今流傳。他就是歷史學家波利比烏斯, 讀過"羅馬和迦太基的第一項條約"。他寫道，這項條約"始於盧修斯·尤尼烏斯·布魯圖斯 和馬可·霍拉斯執政時，國王被驅逐後的第一任執政官"。關乎早期執政官的信息語焉不詳，但波利比烏斯也談到這項條約於薛西斯一世入侵希臘28年前簽訂；也就是說，在公元前508年，大概就是推定的羅馬共和國初建之時。他如此描述條約用語：“古羅馬語與現代差別太大，只能認出一部分，而且，即使是最聰明的人也得努力一番”。
古體拉丁語和古典拉丁語之間沒有明顯的區別，因為共和國的大部分時間都使用舊拉丁語，但是早期的拉丁語變爲晚期。對Wordsworth之後的編者，若以共和國的結束爲這一分界，那就太晚了；查爾斯·埃德溫·班納特（Charles Edwin Bennett）說："'早期拉丁語' 必然是個有點含糊的術語...貝爾的那本《De locativi in prisca Latinitate vi et usu》，1889年出版於布雷斯勞， 設定早期到後期的界限在公元前75年。給出確定的日期真的不可能，因爲古體拉丁語竝未猝然消失，而它甚至延續到了帝國時期。" 在這一學術爭執中，Bennett自己設定的公元前100年未占上風，而貝爾的公元前75年則成爲了四卷《洛布古典叢書》和其他主要經典彙編中的標準。

## 語料

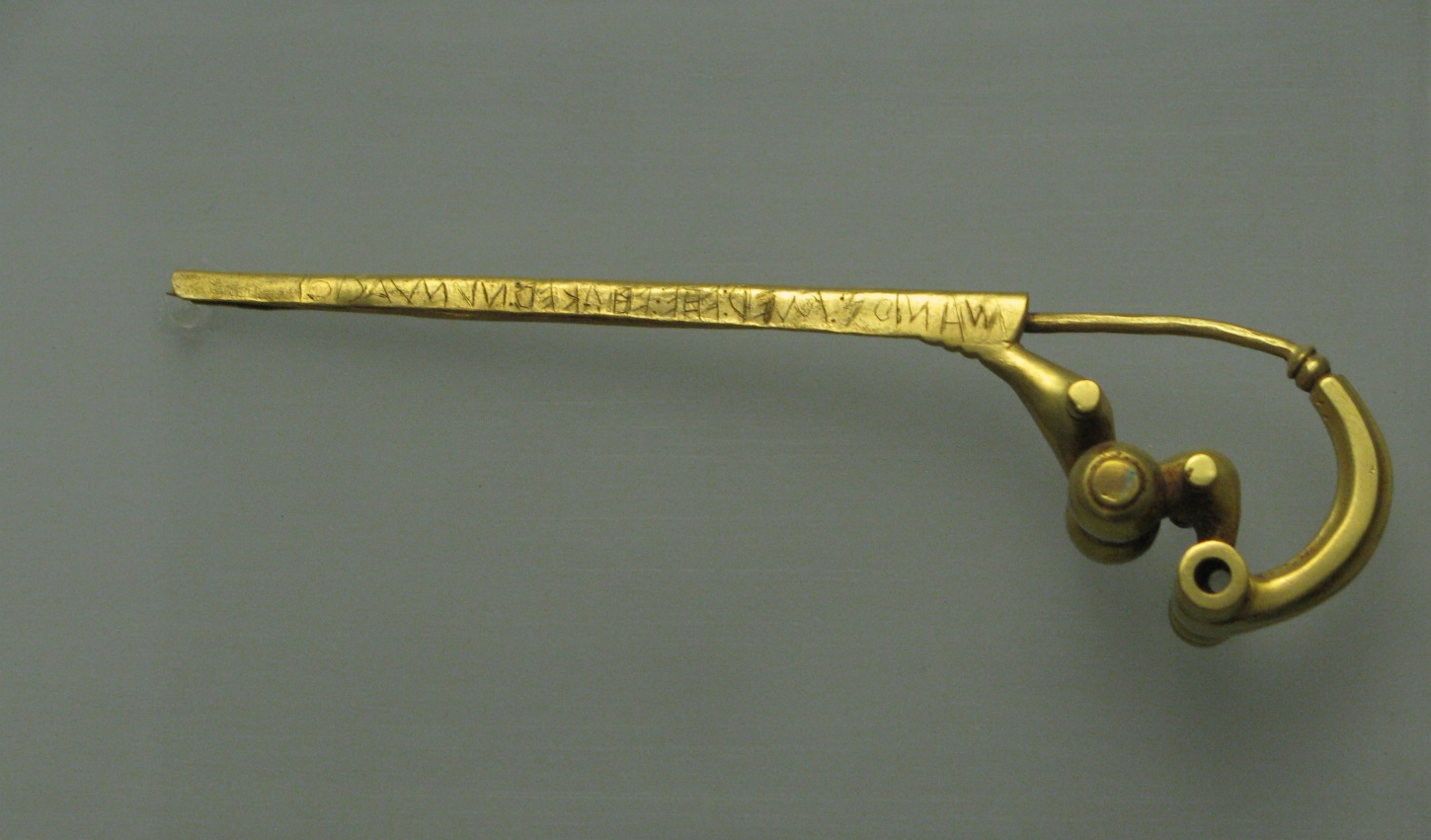
普羅內斯太金飾針，已知最早的拉丁語樣本，可追溯至前7世紀上半葉。

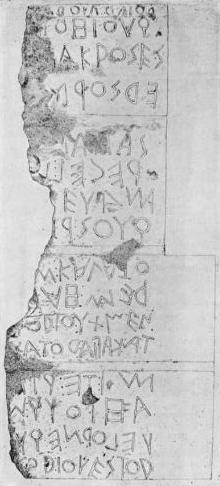
集會場的碑刻 (Lapis Niger, "黑石")，最早已知的拉丁語碑刻之一，來自公元前6世紀；他以牛耕法書寫，儘管不規則;圖爲Domenico Comparetti的拓本。

古體拉丁文著作始於公元前3世紀。這些都是完整的或近乎完整的作品，以他們自己的名字作為手稿從其他手稿中複製流傳下來，無論當時的手稿是什麼。此外還有其他作者引用的作品片段。
不少銘刻在其原始媒介上被畫下、雕刻下、印下，它們逃過時間的蹂躪，流傳下來了。其中一些是從其他碑文中抄來的。任何銘文都不可能比希臘字母進入義大利更早，但那個時代的銘文也無一幸存。銘文的考古學年代難以精確斷定，所以不可能給任何一個銘文指定具體年份，但最早的遺存可能是公元前6世紀。然而，一些文字的選段還存在於古典作家的作品中，其創作年代必然比共和國更早，大概在羅馬王政時代。
語料列表見下：

### 殘片和碑銘
著名的古體拉丁語片段和推斷的日期如下。
- Carmen Saliare (在古典時期提出的聖歌，是努瑪·蓬皮利烏斯組建的薩利兄弟會唱的，大約自前700)
- 金飾針 (可追溯至前7世紀上半葉)
- 集會場的碑刻 (見右側插圖，約前550，於王政時代)
- 好運刻辭  (約前500)
- 神廟獻辭 (約前500)
- 加里利亞諾缽（Garigliano Bowl ） (約前500)
- 撒特利古姆之石（Lapis Satricanus ）(前5世紀初)
- 十二銅表法，流傳下來的殘篇(傳統上認爲是前449年，現在證實，其年代要比此說法晚一些)
- Tibur pedestal  (約前400)
- Scipionum Elogia
  - Epitaph of Lucius Cornelius Scipio Barbatus (約前280)
  - Epitaph of Lucius Cornelius Scipio (約前259)
  - Epitaph of Publius Cornelius Scipio P.f. P.n. Africanus (約去世於前170)
- Senatus consultum de Bacchanalibus (前186)
- Vase Inscription from Ardea
- Corcolle Altar fragments
- Carmen Arvale
- Altar to the Unknown Divinity (前92)

### 文學作品
有如下作家：
- 盧修斯·李維烏斯·安德羅尼庫斯(約前280/260 –約前200)，翻譯家，羅馬戲劇的奠基者
- 奈維烏斯 (約前264–前201)，劇作家，史詩詩人
- 普勞圖斯 (約前254–前184)，劇作家，古典喜劇作曲家
- 昆圖斯·恩紐斯(前239 – 約前169)，詩人
- 帕庫維烏斯 (約前220–前130)，悲劇作家，詩人
- 凱基利烏斯 (前220 –前168/166)，喜劇作家
- 泰倫提烏斯 (前195/185 – 前159)，喜劇作家
- 昆圖斯·費邊·皮克托爾 (公元前3世紀)，歷史學家
- 盧修斯·秦修斯·阿里門圖斯（Lucius Cincius Alimentus） (公元前3世紀)，軍事歷史學家
- 馬爾庫斯·波爾基烏斯·加圖 (前234–前149)，通才，時事作家
- 蓋烏斯·阿基琉斯 (公元前2世紀)，歷史學家
- 阿基烏斯 (前170 – 約前86)，悲劇作家，語文學家
- 盧基里烏斯 (約前160年代 – 前103/102)，諷刺作家
- 溫圖斯·路泰提烏斯·加圖路斯 (公元前2世紀)，公務員，諷刺詩人
- 奧盧斯·符留斯·安提亞斯（Aulus Furius Antias） (公元前2世紀)，詩人
- 蓋烏斯·尤利烏斯·凱撒·斯特拉波·沃皮斯庫斯（Gaius Julius Caesar Strabo Vopiscus） (前130–前87)，公務員，悲劇作家
- 盧修斯·蓬坡紐斯·波諾尼延西斯（Lucius Pomponius Bononiensis） (公元前2世紀)，喜劇作家，諷刺作家
- 盧修斯·卡修斯·赫米那（Lucius Cassius Hemina ）(公元前2世紀)，歷史學家
- 盧修斯·卡爾普爾紐斯·皮索·福盧基（Lucius Calpurnius Piso Frugi） (公元前2世紀)，歷史學家
- 曼紐斯·馬尼琉斯（Manius Manilius） (公元前2世紀)，公務員，法學家
- 盧修斯·科耶琉斯·安提帕特爾（Lucius Coelius Antipater ） (公元前2世紀)，法學家，歷史學家
- 普布琉斯·森普羅紐斯·阿賽留（Publius Sempronius Asellio ）(前158–前91之后)，軍隊官員，歷史學家
- 蓋烏斯·森普羅紐斯·圖迪塔努斯（Gaius Sempronius Tuditanus） (公元前2世紀)，法學家
- 盧修斯·阿弗拉紐斯（Lucius Afranius） (公元前2-前1世紀)，喜劇作家
- 提圖斯·阿爾布修斯（Titus Albucius ）(公元前2-前1世紀)，演說家
- 普布琉斯·盧提琉斯·盧弗斯（Publius Rutilius Rufus ）(前158 – 前78之後)，法學家
- 盧修斯·埃琉斯·斯提羅·普萊科尼努斯（Lucius Aelius Stilo Praeconinus） (前154–前74)，哲學家
- 奎因圖斯·克勞迪烏斯·夸德利加琉斯（Quintus Claudius Quadrigarius） (公元前2-前1世紀)，歷史學家
- 瓦萊里烏斯·安提亞斯 (公元前2-前1世紀)，歷史學家
- 盧修斯·科尼利厄斯·西塞那 (前121-前67)，士兵，歷史學家
- 奎因圖斯·科爾尼非修斯（Quintus Cornificius）(公元前2-前1世紀)，修辭學家

## 書寫
存世的拉丁銘刻以多種伊特拉斯坎字母書寫，後進化爲拉丁字母。寫作習慣隨著時間和地點的不同而變化，直到古典時期的規範戰勝了之前的標準。古時候那些作家的作品，被複製到古典時代的手稿中。原著不存在了。

## 正字法
某些上古拉丁語與古典拉丁語的區別只是拼寫上的；一般認爲二者發音基本一致：
- 單輔音變成雙輔音： Marcelus 和 Marcellus
- 雙元音變成長元音：aara 和 āra
- 在u之前的q變成c: pequnia 和 pecunia
- c變成g: Caius 和 Gaius

這些區別不一定同時存在，也不普遍；另外這意味著，c可以既代表古典時代的c也代表古典時代的g。

## 音系

### 重音
一般認爲，古拉丁語的重音曾在其詞的第一個音節，直到公元前250年。除第一個音節外，所有音節都是無重音的，且語音弱化的程度更大。大約從那時開始，古典拉丁語的重音系統開始發展。它至少經歷了一個中間階段，可見於普勞圖斯的作品中：在四音節單詞中，若所有音節都是短音，則重音出現在倒數第四個音節上。

### 元音和二合元音
許多原始印歐語的二合元音在重讀音節中留下了，包括 /ai/ (後來寫作ae); /ei/ (後來是ī); /oi/ (後來是ū,或者某些時候oe); /ou/ (來自原始印歐語/eu/ 和/ou/; 後來是ū).
古拉丁語的二合元音ei 變化階段如下：ei > ẹ̄ > ī。中間狀態下的 ẹ̄ 被簡單的寫成e，但必然區別於普通的長元音ē，因爲ẹ̄ 隨後與ī相混而ē 卻不。一般認爲ẹ̄的發音位置比e高(例如，或許ẹ̄ [eː] 和ē [ɛː] 都存在的時候，之間有對立)。原本的元音/ei/同ī相混之後，舊拼法ei依然用了一陣, 結果就是ei開始表示 ī ，甚至用ei來拼寫原來就有的ī，而這些ī本和原來的ei無關。 例如單數屬格-ī, 碑刻上最早的拼法幾乎只用-i ，但後來既有-i 也有-ei。
在非重音音節，*oi和*ai已經在信史時期混爲ei (除了一處例外，poploe，古典拉丁語爲populī，意爲"people"。發現於一份後來的手稿，記載了早期拉丁語時代的歌曲)。根據上述過程，最終都演變成ī。
古體拉丁語常有一些短元音，不同於古典拉丁語，反映了尚未發生的語音變化。例如，好運刻辭有duenos"好，善"，後來文本的形式則是duonos，再後來，到古典拉丁語時期則是bonus。
亦有一wo > we變化與之相抵，大概在前150年見於確定的文本之中，還發現了許多更早的形式(例如早期的votō, voster, vorsus 之於後來的vetō, vester, versus).
古體拉丁語一般保留了PIE的格結尾-os和-om(後來是-us和-um)。

### 輔音
元音間的/s/ (發音爲[z]) 保留到了公元前大概350年，在那時變爲/r/ (變化過程：/s/>/z/>[r])。這種“兒化”影響了變格：
早期古典拉丁語, honos, honoris (來自honos, honoses); 西塞羅依然用此一形式。
古典拉丁語honor, honoris ("honor")。
一些上古拉丁語文本保留元音間的 /s/ ，例如lases 之於lares。後來元音間的/s/大多要麼來自於早期/ss/在長元音或雙元音後的弱化、要麼來自於藉詞、或是後來的重構。
還有許多沒有消失的輔音叢，例如iouxmentom (later iūmentum, "馱畜")；losna (後來是lūna, "月") < *lousna < */leuksnā/; cosmis (後來是cōmis, "有禮貌的，恭敬的"); stlocum, acc. (後來是locum, "處，所，地點")。
早期的du /dw/變成了後來的b: duenos > duonos > bonus "好"; duis > bis "兩次、二度"; duellom > bellum "戰爭".
末尾輔音d/d/出現在奪格(後來消失)和第三人稱次動詞(後來是t).

## 形態學

### 名詞
拉丁語名詞一般以語法格相區別，用一個結束語或後綴來决定它在句子中的用法：主語、謂語等等。而名詞的主體則是詞幹，如puella，其原本的詞幹即爲puella-。詞幹的最後一個字母和格結尾的組合通常會形成一個結尾，也稱為格結尾或終止形。例如，詞幹puella-加上一個格結尾-m形成賓格puellam，結尾是-am。
在古典拉丁語教科書中，變格以詞幹結尾的字母命名，或者說，從第一、第二等命名到第五。學習變格時，課本可能會列出詞形變化表作爲範例，也就是列出一個典型詞彙的全部格。這種辦法少見於古體拉丁語，也竝不有效。與古典拉丁語相反，古拉丁語反映了此語言演化自拉提姆地區一個未知的假設祖先：詞的結尾多樣，而使用它們則取決於時間和地點，例如下面變化表將會提到的奪格問題。任何詞形變化都會受到這些約束，如果普遍應用於語言，就會導致錯誤的結構，即古體拉丁語語料庫中沒有證明的假設詞。然而，準古典時期，比如說普勞圖斯時代的傳世文獻確實列出了一些詞的具體形式。我們可以從拉丁語不同的發展階段，推斷出在某一時期詞尾的形態具體應該如何，但這些詞尾可能無法用詞形變化的範例來直接證明。例如，對第二變格法的詞, *campoe "（複數）平原，平地（古典時期是campī）"沒有記錄（也就是說，沒法斷定當時具體的讀音和寫法，也許當時寫作 *campoi，甚至 *campei），但poploe "人們，人民（古典時期是populī）"則被傳世文獻的例子確證了。
方位格在古拉丁語中是一個獨立的格，但其功能逐漸减少。單數位置格發生了規律的音變，最終與單數屬格合併。而對於複數形式，在古拉丁語之前的所有意大利語族語言中，方位格都與奪格同形。

#### 第一變格法 (a)
'A-詞幹'变格。此變格名詞經常以–ā結尾，通常是陰性。
|    | puellā, –ās 女孩，女僕，陰性 | puellā, –ās 女孩，女僕，陰性 |
| 單 | 複                           |                              |
| -- | ---------------------------- | ---------------------------- |
| 主 | puellā, puellă               | puellāī                      |
| 呼 | puella                       | puellai                      |
| 賓 | puellam                      | puellās                      |
| 屬 | puellās, puellāī, puellais   | puellom, puellāsōm           |
| 与 | puellāi                      | puelleis, puellabos          |
| 奪 | puellād                      | puelleis, puellabos          |
| 位 | puellai                      | (puellasu)                   |

少數主格以-s結尾的陽性名詞說明其單數主格結尾原來可能有-s：paricidas與後來的paricida，但–s趨於消失。在複數主格和單數屬格中，-ī代替了原來的-s。
在單數屬格中， –s 被–ī替代，結果縮短了的二合元音-ai隨後寫爲-ae。 原始形式依然在某些固定搭配中保留，如pater familiās。複數屬格以-āsōm結尾(古典時期的-ārum發生了s-z-r變化)，從代詞變化中借來，開始代替原來的-om。
單數与格末尾的i可長 可短。 末尾變成了–ae，–a (Feronia) 或者 –e (Fortune)。
單數賓格末尾的-m前，拉丁語的-a都縮短了。
單數奪格的-d一般在長元音後消失。 在複數奪格和複數与格中，-abos繼承於後期印歐語*–ābhos，只用於陰性名詞(如deabus)。 *–ais > –eis > īs亦與o-變格的–ois發生的變化相符。
呼格繼承了短-a。後來單數主格的-ā縮短時，與之相混了。
方位格不適用於puella這樣的意思, 於是單數的Roma和複數的Syracusae都被替換。複數方位格已經和奪格–eis混合了。

#### 第二變格法 (o)
|    | campos, –ī 田地，平原，陽性 | campos, –ī 田地，平原，陽性 | saxom, –ī 巖、石，中性 | saxom, –ī 巖、石，中性 |
| 單 | 複                          | 單                          | 複                     |                        |
| -- | --------------------------- | --------------------------- | ---------------------- | ---------------------- |
| 主 | campos                      | campei < campoi             | saxom                  | saxā, saxă             |
| 呼 | campe                       | campei < campoi             | saxom                  | saxă                   |
| 賓 | campom                      | campōs                      | saxom                  | saxā, saxă             |
| 屬 | campī                       | campōm                      | saxī                   | saxōm                  |
| 与 | campō                       | campeis < campois           | saxō                   | saxeis < saxois        |
| 奪 | campōd                      | campeis < campois           | saxōd                  | saxeis < saxois        |
| 位 | campei                      | campeis < campois           | saxei                  | saxeis < saxois        |

o-變格的名詞詞幹以短ŏ結尾，來自原始印歐語元音變換的o-等級。 古典拉丁語發生了ŏ > ŭ的變化，但希臘語則至今保留-os。這一變格有兩種性：陽性單數主格是-os，而中性則是-om。
某些單數主格以-ros或-ris結尾的詞，輔音中的元音消失，條件尚不清楚： *agros > *agrs > *agers > *agerr > ager。(還有terr "三次"之於後來的ter < *tris，出現在普勞圖斯的著作中。)
出現許多異體拼寫：
- 如前所述，音變-ei > -ẹ̄ > -ī使許多拼寫變體出現，比如原本是-ī的反倒寫作-ei。這一拼寫最後亦在單數屬格中出現，儘管最早的-ī 才是正確拼寫；比較populi Romanei, "羅馬人民的/of the Roman people."[24]，兩種拼法竟都出於同一個銘文。
- 類似有音變-os > -us和-ōm > -om > -um影響了單數主格和單數賓格，以及複數屬格。
- 一段極早的文本有屬格-osio (是原始印歐語的屬格詞尾) 而非-ī (只在意大利-凱爾特語族中出現)。[來源請求]這一形式亦在近親法利斯克語中出現。
- 在複數屬格中，-um (來自原始印歐語*-ōm)保存於古典拉丁語中，如"《錢幣與財寶之辭》";[25] 除此以外，它最終被-ōrum替代，類比第一變格法的-ārum。
- 陽性名詞的複數主格、複數呼格的-ei來自原始印歐語代詞結尾*-oi。原本的結尾-oi也出現在後來的拼寫中，如poploe (即"poploi"，古典時期是populī ，"people") 。可見於Sextus Pompeius Festus作品中。[26]
- 複數的與格、奪格、方位格的-eis來自更早的-ois， 混合了原始印歐語的複數工具格*-ōis和複數方位格*-oisu。-ois這一形式也出現於Sextus Pompeius Festus和一些早期銘文中。
- 普羅內斯太金飾針有一單數與格Numasioi，證明了原始印歐語中的*-ōi。
- 許多"外省文本"，即羅馬城以外的拉丁語文本有複數主格-eis (大概從前190年開始，變爲-īs[27])，有一個加上去的s，可能類推自其他變格。Sihler (1995)[26] 指出現於文獻的形式僅限於代詞， 表明加在名詞上的題詞可能是人爲的 (也就是說不反映實際發音)。
- 在單數呼格中，某些名詞丟失了-e (亦即，沒有詞尾) 但古典拉丁語則未必一樣如此。-e與-us有規律的交替。[28]

#### 第三變格法(輔音/i)
'輔音詞幹'和'i-詞幹'變格。這一變格涵蓋了所有三種性。詞幹以輔音結尾，除了某些以-i (i-詞幹變格！)結尾的特殊情況。i-詞幹是元音詞幹，在原始意大利語時期已與輔音詞幹部分融合，在古體拉丁語中則更進一步。 i/y和u/w既可被視作輔音，亦可被視作元音；因此它們被分類爲半元音。混合詞幹變格則部分類似於輔音詞幹變格，部分類似於i-詞幹變格。輔音詞幹變格根據詞尾輔音不同而有輕微差別: 塞音(p, t, k, b, d, g-）, r-, n-, s-, 等等。 下表包括輔音詞幹(reg-)和i-詞幹(igni-)。
|    | rēx, rēges 王，陽性            | rēx, rēges 王，陽性                | ignis -is 火，陽性             | ignis -is 火，陽性                 |
| 單 | 複                             | 單                                 | 複                             |                                    |
| -- | ------------------------------ | ---------------------------------- | ------------------------------ | ---------------------------------- |
| 主 | rēx                            | rēgeīs, rēgīs, rēgēs, rēgĕs        | ignis, ignes                   | igneīs, ignēs, ignīs, ignĕs        |
| 呼 | rēx                            | rēgeīs, rēgīs, rēgēs, rēgĕs        | ignis, ignes                   | igneīs, ignēs, ignīs, ignĕs        |
| 賓 | rēgem                          | rēgeīs, rēgīs, rēgēs               | ignim                          | igneīs, ignēs, ignīs               |
| 屬 | rēges, regis, regos, regus     | rēgom, rēgum, rēgerum              | ignis                          | igniom, ignium                     |
| 与 | rēgei, rēgī, rēgē, rēgě        | rēgebus, rēgebūs, rēgibos, rēgibus | igni, igneī, ignē              | ignebus, ignebūs, ignibos, ignibus |
| 奪 | rēgīd, rēgĭd, rēgī, rēgē, rēgĕ | rēgebus, rēgebūs, rēgibos, rēgibus | ignīd, ignĭd, ignī, ignē, ignĕ | ignebus, ignebūs, ignibos, ignibus |
| 位 | rēgī                           | rēgebos                            | ignī                           | ignibos                            |

對於輔音詞幹變格，在單數主格中，-s是直接附著在詞幹輔音上的，但在古體拉丁語時期，這兩個輔音的組合產生了“修改的”主格。這一情況在不同的“修改”階段以不同的詞語出現。 比如說，一部分中性名詞相比於其本來應有的主格形式，缺失了詞幹結尾，例如單數主格cor < *cord，但單數屬格cordis；意爲"心"（同源於英語heart，而heart保留了輔音d>t）。而g則清化爲k，和s一起寫爲x（讀作/ks/）；b+s也可能已經清化爲ps。
單數屬格詞尾有-is < -es和-us < *-os變化。 在複數屬格中，有些形式似乎是將格結尾附加到屬格單數上，而不是詞幹上：regerum < *reg-is-um.
單數与格的-ī 在公元前200年後替代了-eī和-ē 。
單數賓格中，在輔音後，有-em < *-ṃ。
單數奪格的-d在前200年後丟失。對於複數奪格和複數与格 ，早期詩歌有時用-būs。

單數方位格，最早的形式類似与格，但之後同化於奪格，因此產生了“方位奪格”。

#### 第四變格法(u)
'u-詞幹'變格。此以ŭ結尾的名詞有陽、陰、中全部三種性。此外還有長音的ū詞幹變格，只有些許孤例，如sūs, "豬、豕"，在此不詳述。
|    | senātus, –uos 元老院，陽性                    | senātus, –uos 元老院，陽性 |
| 單 | 複                                            |                            |
| -- | --------------------------------------------- | -------------------------- |
| 主 | senātus                                       | senātūs                    |
| 呼 | senātus                                       | senātūs                    |
| 賓 | senātum                                       | senātūs                    |
| 屬 | senātuos, senātuis, senātī, senātous, senātūs | senātuom, senātum          |
| 与 | senātuī                                       | senātubus, senātibus       |
| 奪 | senātūd, senātud                              | senātubus, senātibus       |
| 位 | senāti                                        |                            |

#### 第五變格法 (e)
'e-詞幹'變格。它的形態與古典拉丁語非常接近。
|    | rēs, reis 事, 陰性 | rēs, reis 事, 陰性 |
| 單 | 複                 |                    |
| -- | ------------------ | ------------------ |
| 主 | rēs, reis          | rēs                |
| 呼 | rēs                | rēs                |
| 賓 | rem                | rēs                |
| 屬 | rēis, rēs          | rēsom              |
| 与 | reī                | rēbos              |
| 奪 | rēd                | rēbos              |
| 位 |                    |                    |

### 人稱代詞
人稱代詞是古體拉丁語銘文中最常見的一種。在這三個人稱中，單數奪格結尾與單數賓格結尾相同。
|    | ego, 吾，我        | tu, 你，汝，爾     | suī, 彼自身，他們自己 |
| 單 | 單                 | 單                 | 單                    |
| -- | ------------------ | ------------------ | --------------------- |
| 主 | ego                | tu                 | —                     |
| 賓 | mēd                | tēd                | sēd                   |
| 屬 | mis                | tis                | sei                   |
| 与 | mihei, mehei       | tibei              | sibei                 |
| 奪 | mēd                | tēd                | sēd                   |
| 複 |                    |                    |                       |
| 主 | nōs                | vōs                | —                     |
| 賓 | nōs                | vōs                | sēd                   |
| 屬 | nostrōm, -ōrum, -i | vostrōm, -ōrum, -i | sei                   |
| 与 | nōbeis, nis        | vōbeis             | sibei                 |
| 奪 | nōbeis, nis        | vōbeis             | sēd                   |

### 關係代詞
古體拉丁語中, 關係代詞也是另一個常見的概念，尤其是在碑文裏。這些形式相當不一致，留下許多有待學者重建的地方。
| queī, quaī, quod 誰，何 | queī, quaī, quod 誰，何                       | queī, quaī, quod 誰，何                       | queī, quaī, quod 誰，何                       |
| 單                      | 單                                            | 單                                            | 單                                            |
|                         | 陽                                            | 陰                                            | 中                                            |
| ----------------------- | --------------------------------------------- | --------------------------------------------- | --------------------------------------------- |
| 主                      | queī                                          | quaī                                          | quod                                          |
| 賓                      | quem                                          | quam                                          | quod                                          |
| 屬                      | quoius, quoios, -a, -um/om (根據所有者的性別) | quoius, quoios, -a, -um/om (根據所有者的性別) | quoius, quoios, -a, -um/om (根據所有者的性別) |
| 与                      | quoī, queī, quoieī, queī                      | quoī, queī, quoieī, queī                      | quoī, queī, quoieī, queī                      |
| 奪                      | quī, quōd                                     | quād                                          | quōd                                          |
| 複                      |                                               |                                               |                                               |
|                         | 陽                                            | 陰                                            | 中                                            |
| 主                      | ques, queis                                   | quaī                                          | qua                                           |
| 賓                      | quōs                                          | quās                                          | qua                                           |
| 屬                      | quōm, quōrom                                  | quōm, quārom                                  | quōm, quōrom                                  |
| 与                      | queis, quīs                                   | queis, quīs                                   | queis, quīs                                   |
| 奪                      | queis, quīs                                   | queis, quīs                                   | queis, quīs                                   |

### 動詞

#### 古體拉丁語的現在時和完成時
幾乎沒有證據表明古體拉丁語動詞形式的屈折變化。現存的少數碑文，往往形式不一。因此，下表，既有學者以古拉丁語碑文證明的，也有學者據其他早期印歐語言，如希臘語和意大利語族語言重新構造的，比如奧斯坎語和翁布里亞語。
|          | 直陳現在時: Sum（是，存在） | 直陳現在時: Sum（是，存在） | 直陳現在時: Sum（是，存在） | 直陳現在時: Sum（是，存在） | 直陳現在時: Facio（做，爲） | 直陳現在時: Facio（做，爲） | 直陳現在時: Facio（做，爲） | 直陳現在時: Facio（做，爲） |
| 古體     | 古體                        | 古典                        | 古典                        | 古體                        | 古體                        | 古典                        | 古典                        |                             |
| 單       | 複                          | 單                          | 複                          | 單                          | 複                          | 單                          | 複                          |                             |
| -------- | --------------------------- | --------------------------- | --------------------------- | --------------------------- | --------------------------- | --------------------------- | --------------------------- | --------------------------- |
| 第一人稱 | (e)som                      | somos, sumos                | sum                         | sumus                       | fac(e/ī)ō                   | fac(e)imos                  | faciō                       | facimus                     |
| 第二人稱 | es                          | esteīs                      | es                          | estis                       | fac(e/ī)s                   | fac(e/ī)teis                | facis                       | facitis                     |
| 第三人稱 | est                         | sont                        | est                         | sunt                        | fac(e/ī)d/-(e/i)t           | fac(e/ī)ont                 | facit                       | faciunt                     |

|          | 直陳完成時: Sum（是，存在） | 直陳完成時: Sum（是，存在） | 直陳完成時: Sum（是，存在） | 直陳完成時: Sum（是，存在） | 直陳完成時: Facio（做，爲） | 直陳完成時: Facio（做，爲） | 直陳完成時: Facio（做，爲） | 直陳完成時: Facio（做，爲） |
| 古體     | 古體                        | 古典                        | 古典                        | 古體                        | 古體                        | 古典                        | 古典                        |                             |
| 單       | 複                          | 單                          | 複                          | 單                          | 複                          | 單                          | 複                          |                             |
| -------- | --------------------------- | --------------------------- | --------------------------- | --------------------------- | --------------------------- | --------------------------- | --------------------------- | --------------------------- |
| 第一人稱 | fuei                        | fuemos                      | fuī                         | fuimus                      | (fe)fecei                   | (fe)fecemos                 | fēcī                        | fēcimus                     |
| 第二人稱 | fuistei                     | fuisteīs                    | fuistī                      | fuistis                     | (fe)fecistei                | (fe)fecisteis               | fēcistī                     | fēcistis                    |
| 第三人稱 | fued/fuit                   | fueront/-erom               | fuit                        | fuērunt                     | (fe)feced/-et               | (fe)feceront/-erom          | fēcit                       | fēcērunt/-ēre               |

## 文獻索引
- Allen, Frederic de Forest. . Ginn. 1897.
- Bennett, Charles Edwin. . Allyn and Bacon. 1895.
- Bennett, Charles Edwin. . Allyn and Bacon. 1907.
- Bennett, Charles Edwin. . Boston: Allyn and Bacon. 1910.
- Buck, Carl Darling. . Chicago: University of Chicago. 1933.
- Gildersleeve, Basil Lanneau; Lodge, Gonzalez.  3rd. New York, Boston, New Orleans, London: University Publishing Company. 1900.
- Lindsay, Wallace Martin. . Oxford: Clarendon Press. 1894.
- Palmer, Leonard Robert. . Norman: University of Oklahoma Press. 1988 [1954].
- Roby, Henry John. . Volume I 2nd. London: MacMillan and Co. 1872.
- Wordsworth, John. . Oxford: Clarendon Press. 1874.

## 拓展閱讀
- Goldberg, Sander M. 2007. "Antiquity’s antiquity." In Latinitas Perennis. Vol. 1, The continuity of Latin literature. Edited by Wim Verbaal, Yanick Maes, and Jan Papy, 17–29. Brill’s Studies in Intellectual History 144. Leiden, The Netherlands: Brill.
- Lembke, Janet. 1973. Bronze and Iron: Old Latin Poetry From Its Beginnings to 100 B.C. Berkeley: University of California Press.
- Mercado, Angelo. 2012. Italic Verse: A Study of the Poetic Remains of Old Latin, Faliscan, and Sabellic. Innsbruck: Institut für Sprachen und Literaturen der Universität Innsbruck.
- Vine, Brent. 1993. Studies in Archaic Latin inscriptions. Innsbrucker Beiträge zur Sprachwissenschaft 75. Innsbruck, Austria: Institut für Sprachwissenschaft der Univ. Innsbruck.
- Warmington, E. H. 1979. Remains of Old Latin. Rev. ed. 4 vols. Loeb Classical Library 294, 314, 329, 359. Cambridge, MA: Harvard Univ. Press.
- Warner, R. 1980. "Word Order in Old Latin: Copulative Clauses." Orbis 29, no.1: 251-63.

## 外部鏈接
- Gippert, Jost. . Titus Didactica. 1994–2001  [2009-10-29]. （原始内容存档于2021-02-14） （德语及英语）.